# Antonín Reissenzahn
Antonín Reissenzahn (17. října 1850 Pardubice – 14. října 1903 Praha-Holešovice), byl pražský podnikatel a továrník. Koncem devatenáctého století založil v Praze v Holešovicích v ulicí Na průhonu (dnes je to místo výstavby Veletržního paláce) továrnu na výrobu hospodářských strojů. Výrobky ocelárny propagoval na mnoha výstavách, též na Jubilejní výstavě roku 1891.
K popularitě jeho ocelárny přispěla také událost z roku 1891, kdy do areálu továrny havaroval svítiplynem plněný balón Kysibelka provozovatele Maxmilliána Wolfa.